# Oberstes Rückerstattungsgericht

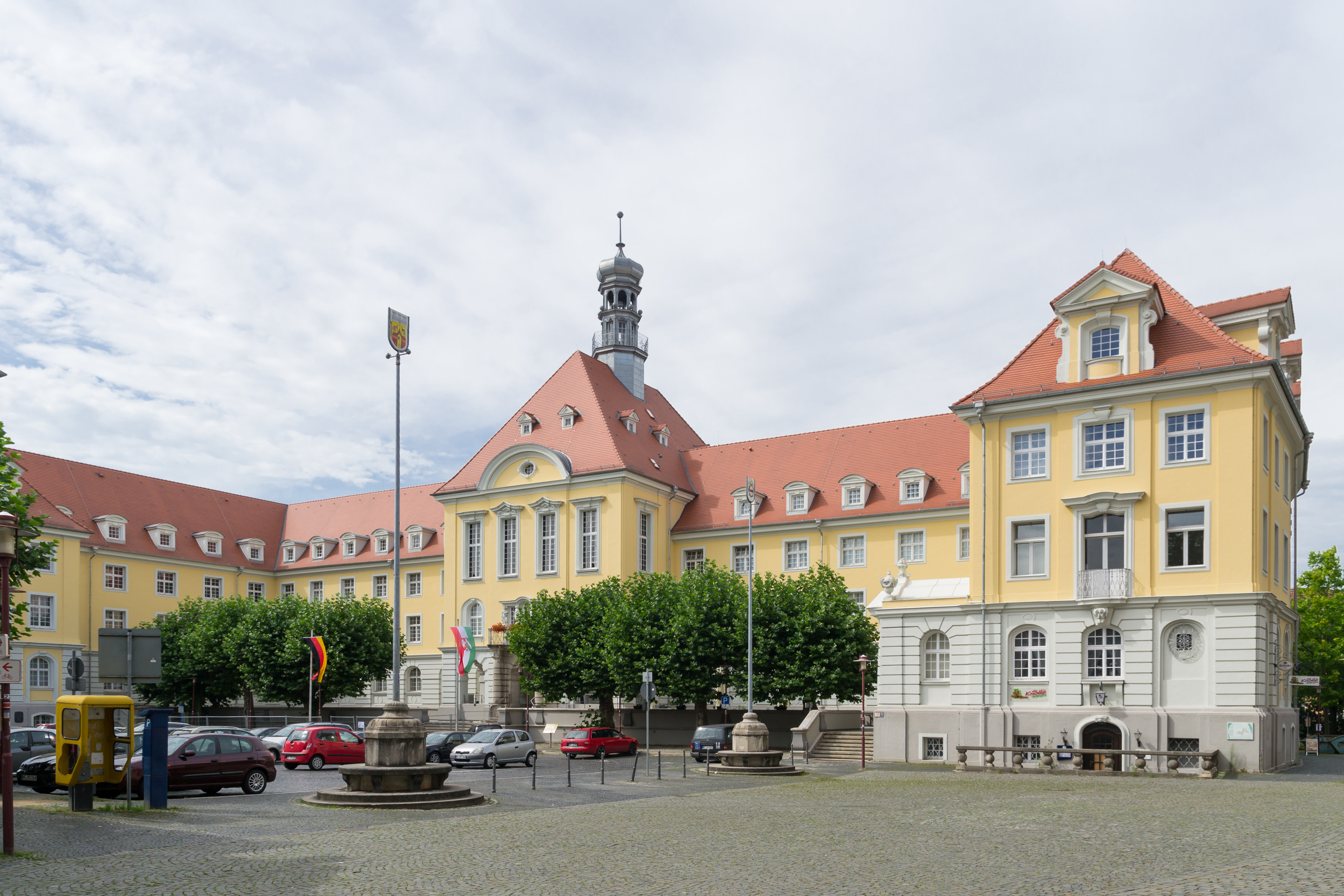
Das Rathaus in Herford, erster Sitz des Obersten Rückerstattungsgerichts

Das Oberste Rückerstattungsgericht (ORG) war ein internationales Gericht, das als oberste Rechtsmittelinstanz über Streitigkeiten bei den Restitutionsverfahren (Rückerstattung von identifizierbaren Vermögensobjekten, die zwischen dem 30. Januar 1933 und dem 8. Mai 1945 ihren Eigentümern unter politischem Zwang entzogenen wurden oder die sie bedingt durch die Verfolgung verkaufen  mussten) in letzter Instanz entschied. Es bestand von 1955 bis 1990 und hatte seinen Sitz zunächst in Herford ⊙ und von 1984 bis 1990 in München ⊙.

## Geschichte
In den drei westlichen Besatzungszonen wurden Ende der 1940er Jahre von der jeweiligen Militärregierung Bestimmungen über die Rückerstattung von Vermögen erlassen, das den im Dritten Reich verfolgten Eigentümern verlorengegangen war (z. B. in der amerikanischen Besatzungszone das Militärregierungsgesetz Nr. 59). Zuständig für das Verfahren waren zwar deutsche Behörden und Gerichte; aber um die Kontrolle über die Verfahren zu haben, wurde als oberste Instanz 1949 in jeder der drei Besatzungszonen ein Oberster Rückerstattungs-Gerichtshof errichtet, der nur mit Richtern besetzt war, die der jeweiligen Besatzungsmacht angehörten: in der amerikanischen Besatzungszone der Court of Restitutional Appeals (CORA) mit Sitz in Nürnberg, in der britischen Besatzungszone das Board of Review (BOR) in Herford ⊙ sowie in der französischen Besatzungszone die Cour Supérieure pour les Restitutions (CSR) in Rastatt. Das Herforder Gericht in der britischen Besatzungszone wurde erst auf Druck der anderen Siegermächte eingerichtet. Erster vorsitzender Richter in Herford wurde R. H. Parker, der der Direktor der Property Control in der britischen Besatzungszone war und intensiv an der Entwicklung des Rückerstattungsgesetzes für die britische Zone beteiligt war.
Die Gerichte der drei Besatzungszonen wurden im Dezember 1955 als internationales Gericht zum Obersten Rückerstattungsgericht mit Sitz in Herford zusammengefasst, das 1984 nach München verlegt wurde. Das mit Gesetz Nr. 25 der Alliierten Kommandantur Berlin vom 25. April 1953 errichtete Oberste Rückerstattungsgericht für Berlin blieb wegen der Sonderstellung Berlins daneben bestehen.
Im Dezember 1990 wurden die Rückerstattungsgerichte in München und Berlin aufgelöst und die Zuständigkeiten auf den Bundesgerichtshof verlagert. Die Akten aus Berlin, Herford und München befinden sich nun im Public Record Office bzw. The National Archives in London sowie im Bundesarchiv.

## Organisation
Das ORG in Herford wurde gebildet aus dem Präsidenten des Gerichts, dem Präsidium und drei Senaten mit je fünf Richtern (ein Senatspräsident, zwei Richter der betroffenen Macht und zwei deutsche Richter). Die Verwaltung des Gerichts war dem Bundesminister der Justiz nachgeordnet. Letzter Präsident des ORG vor der Überleitung an den BGH war der schwedische Richter Gunnar Lagergren. Der letzte deutsche Bundesrichter beim Obersten Rückerstattungsgericht in Herford war Heinrich Gulatz.
Zunächst hatte der 1. Senat weiter seinen Sitz in Rastatt, der 2. Senat in Herford und der 3. Senat in Nürnberg. Zum 1. Juli 1961 wurde zunächst der 3. Senat, mit Wirkung vom 1. April 1968 auch der 1. Senat ebenfalls nach Herford verlegt.

## Entscheidungssammlungen
- Decisions of the Supreme Restitution Court for the British Zone (ObREG BrZ), 1954/1955.
- Ausgewählte Entscheidungen des Obersten Rückerstattungsgerichts, Zweiter Senat, 1956–1971.

Weitere Entscheidungen sind in der Zeitschrift Rechtsprechung zum Wiedergutmachungsrecht (RzW) abgedruckt.

Entscheidung des Obersten Rückerstattungsgerichts für die Britische Zone vom 21. Oktober 1954 im Falle eines Antrags auf Grundstücksrückübertragung, Seite 1

Entscheidung des Obersten Rückerstattungsgerichts für die Britische Zone vom 21. Oktober 1954 im Falle eines Antrags auf Grundstücksrückübertragung, Seite 2